# 이것도 친구라고
《이것도 친구라고》는 네이버의 월요 웹툰이다.

## 줄거리
1학년 2반에서 일어나는 일

## 등장인물

### 주요 인물
- 강민우 (영상학과 1학년 2반 / 혈액형: O형 / 키: 174cm, 생일: 10월 11일 )

성격 : 매사에 밝고 난천적이며 자기가 하고 싶은 건 꼭 해야 작성이 풀리는 성격.
특징 : 외동아들
취미 : 독서
- 남우락 (영상학과 1학년 2반 / 혈액형: B형 / 키: 180cm, 생일: 12월 23일)

성격 : 이기적인 면모가 강하다. 남의 페이스에 말리지 않을 정도로 자기 주장이 강함
특징 : 오른쪽 눈 밑에 점이 있다.
취미 : TV 시청
- 권우진 (영상학과 1학년 2반 / 혈액형: A형 / 키: 177cm, 생일: 5월 24일)

성격 : 무뚝뚝하고 말이 별로 없는 편. 그렇다고 존재감이 옅진 않다.
특징 : 영상과 2반 얼굴 천재를 담당하고 있다.
취미 : 음악 감상
- 이현준 (영상학과 1학년 2반 / 혈액형: AB형 / 키: 187cm, 생일: 8월 12일)

성격 : 매사가 항상 밝고 하이텐션이 높으며 처져있는 모습을 보기 힘들다.
특징 : 엄청난 체격과 엄청난 체력과 엄청난 힘을 가지고 있다.
취미 : 맛있는 거 먹기 (회, 날것은 못 먹음)
- 한바람 (영상학과 1학년 2반 / 혈액형: B형 / 키: 178cm, 생일: 5월 4일)

성격 : 착하고 다정하지만 나름 욕심도 있고 자신의 소신이 뚜렷하다.
특징 : 화나면 180도 바뀌는 타입
취미 : 운동
- 도윤호 (영상학과 1학년 2반 / 혈액형: A형 / 키: 172cm, 생일: 4월 5일)

성격 : 까칠하고 잘 웃지 않는다. 겉으론 매정해 보일 수 있으나 나름 마음이 넓고 착하다.
특징 : 고양이상 얼굴, 위로 누나가 둘 있다. 화나면 욕하는 수준이 챔피언급
취미 : 게임
- 최우영 (영상학과 1학년 2반 전학생 / 혈액형: O형 / 키: 183cm, 생일: 8월 8일)

성격 : 밝고 명량하며 매우 사교적이다. 단점으로는 개인주의적인 면이 심함.
취미 : 명상

### 영상학과 1학년 1반
- 남수지 (키: 174cm)

윤호의 중학교 친구.
- 장혜경

우진을 짝사랑 중이다.
- 전소현

수지를 짝사랑 중이다.
- 안미연

민규와 연애중

### 교사
- 임간성 (간쌤)

영상학과 1학년 2반 담임, 과목은 체육
- 수선화

영상학과 1학년 1반 담임, 과목은 수학

### 그 외 인물
- 류중열

영상학과 1학년 2반 학생. 우락, 우진과 같은 중학교 출신.
- 김승표

패션디자인과 1학년 8반 학생. 민우와 같은 중학교 출신
- 이동현

영상학과 1학년 2반 학생
- 최민규

영상학과 1학년 2반 학생
- 조철중

민우의 중학교 친구1
- 조재영

민우의 소꿉친구
- 남우영

우락의 동생
- 장혜진

혜경의 언니
- 권희진

우진의 동생. 우락의 동생 우영과 연애중
- 도윤아

윤호의 누나
- 안상우

민우의 중학교 친구2
- 정태수

승표와 같은 초등학교 출신.
- 양주호

승표의 친구
- 정 남

키가 185이며 패디과 무리들 중 한 명이다
- 배승주

키가 매우 작으며 성격이 제일 더럽고 패디과 무리들 중 한 명이다